# Liste der guinea-bissauischen Botschafter in Osttimor

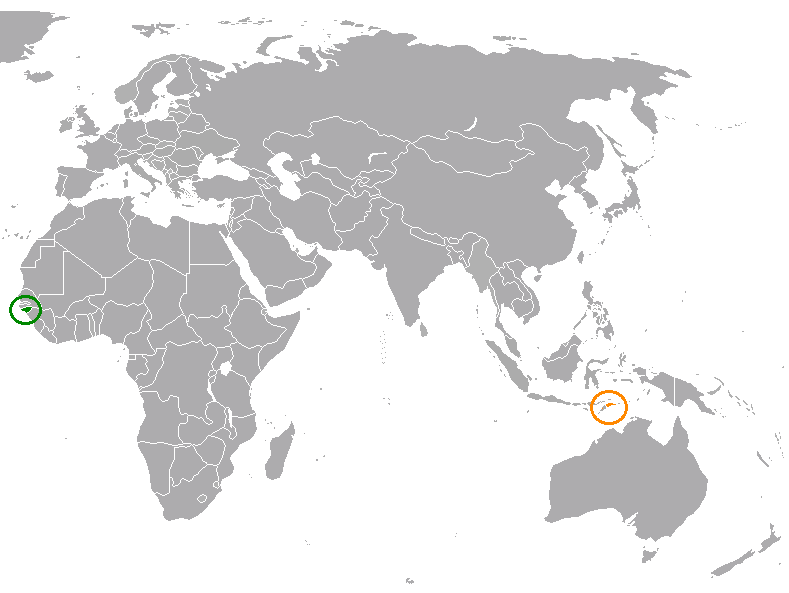
Guinea-Bissau (grün) und Osttimor (orange)

Diese Liste führt die guinea-bissauischen Botschafter in Osttimor auf.

## Liste der Botschafter
| Name                  | Amtszeit      | Anmerkungen                                                   |               |
| Guinea-Bissau         | Guinea-Bissau | Guinea-Bissau                                                 | Guinea-Bissau |
| --------------------- | ------------- | ------------------------------------------------------------- | ------------- |
| ?                     |               |                                                               |               |
| Carlos António Moreno | 2019–2021     | Akkreditierung: 2019 (SItz in Jakarta)                        |               |
| António Serifo Embaló | seit 2021     | Akkreditierung (virtuell): 11. November 2021 (Sitz in Peking) |               |